# Rodrigo Gomes
Rodrigo Gomes, né le 7 juillet 2003 à Póvoa de Varzim au Portugal, est un footballeur portugais qui évolue au poste d'ailier droit aux Wolverhampton Wanderers.

## Biographie

### En club
Né à Póvoa de Varzim au Portugal, Rodrigo Gomes commence le football au CB Póvoa Lanhoso puis joue pour le Vilaverdense FC (en) avant de rejoindre en 2014 le SC Braga, où il poursuit sa formation. C'est avec ce club qu'il commence sa carrière professionnelle, jouant son premier match le 3 octobre 2020, à l'occasion d'une rencontre de première division portugaise face au CD Tondela. Il entre en jeu à la place de Fransérgio et son équipe s'impose sur le score de quatre buts à zéro.
Le 19 juillet 2021, Rodrigo Gomes prolonge son contrat avec le SC Braga, étant alors lié au club jusqu'en juin 2026, avec une clause libératoire de 35 millions d'euros.
Après le départ de Galeno au FC Porto au mercato d'hiver 2022, il est amené à jouer plus régulièrement en équipe première, son entraîneur Carlos Carvalhal souhaitant en faire le remplaçant du brésilien.
Gomes inscrit son premier but en professionnel le 21 août 2022, lors d'une rencontre de championnat face au CS Marítimo. Il entre en jeu à la place de Simon Banza et son équipe s'impose par cinq buts à zéro,.
Lors de l'été 2024, Rodrigo Gomes rejoint l'Angleterre afin de signer en faveur des Wolverhampton Wanderers. Le transfert est officialisé le 12 juin 2024 et le joueur signe un contrat de cinq ans, soit jusqu'en juin 2029. Le montant du transfert est estimé à 12,5 millions de livres.

### En sélection
Rodrigo Gomes représente l'équipe du Portugal des moins de 17 ans de 2019 à 2020. Il joue au total neuf matchs et marque trois buts avec cette sélection.
Avec les moins de 18 ans il joue deux matchs en 2021 et inscrit un but.

## Vie privée
Il est actuellement en couple avec Clara Motta Guedes, mannequin et influençeuse.